# Pontic (Schiff)
Die Pontic war ein 1894 in Dienst gestelltes Tenderschiff der britischen White Star Line, das für die Reederei bis 1919 im Hafen von Liverpool im Einsatz stand. In seiner späteren Dienstzeit diente das Schiff zudem als Collier und zum Transport von Sand. 1930 ging die Pontic zum Abbruch an den Clyde.

## Geschichte
Die Pontic entstand unter der Baunummer 283 in der Werft von Harland & Wolff in Belfast und lief am 3. Februar 1894 vom Stapel. Nach der Übernahme durch die White Star Line am 13. April 1894 nahm das Schiff noch am selben Tag den Dienst im Hafen von Liverpool auf. Die Pontic war als Frachttender konzipiert und beförderte als solcher das Gepäck der Passagiere vom Hafen zu den Passagierschiffen der Reederei. Zudem konnte das Schiff als Versorger für bis zu 11.000 Gallonen Frischwasser eingesetzt werden.
Nach 25 Jahren im Dienst für die White Star Line wurde die Pontic 1919 an die ebenfalls in Liverpool ansässige Rea Towing Company verkauft und blieb für diese weiterhin als Tender im Einsatz. Im Januar 1925 sollte das Schiff in Glasgow abgewrackt werden, wo es nach einem nicht geplanten Dockaufenthalt in Birkenhead aufgrund einer Kollision mit einem Feuerschiff mit drei Tagen Verzögerung eintraf. Dort fand die Pontic jedoch stattdessen mit der John Donaldson's Beardmore Steam Ship Company einen neuen Betreiber. Sie stand fortan als Collier und zum Transport von Sand im Einsatz und blieb so noch sechs Jahre länger in Fahrt. 1930 ging das Schiff schließlich zum Abbruch an den Fluss Clyde.